# رودريغو سوزا سيلفا
رودريغو سوزا سيلفا (بالبرتغالية: Rodrigo Souza Silva) (24 نوفمبر 1987 في البرازيل - ) هو لاعب كرة قدم برازيلي في مركز الوسط. شارك مع منتخب تيمور الشرقية لكرة القدم. أما مع النوادي، فقد لعب مع أتلتيكو مينييرو ونادي أمريكا ونادي الإمارات ونادي الشعب ونادي الظفرة ونادي النصر ونادي حتا ونادي خورفكان ونادي دبا الحصن ونادي غاما ونادي سي آر بي ونادي العروبة ونادي البطائح Tupi Football Club ‏ وEsporte Clube Democrata ‏ وSanta Helena Esporte Clube ‏.

## وصلات خارجية
- رودريغو سوزا سيلفا على موقع الاتحاد الدولي (مؤرشف)  (الإنجليزية)
- رودريغو سوزا سيلفا على موقع دوري كوريا الجنوبية (الإنجليزية)
- رودريغو سوزا سيلفا على موقع قاعدة بيانات كرة القدم.إي يو (الإنجليزية)
- رودريغو سوزا سيلفا على موقع ناشيونال فوتبول تيمز (الإنجليزية)
- رودريغو سوزا سيلفا على موقع Soccerway.com (الإنجليزية)
- رودريغو سوزا سيلفا على موقع كووورة